# Ирационална фантастика
Ирационална фантастика (енгл. Weird Fiction) је поджанр спекулативне фикције, настао у касном 19. и раном 20. веку.
Џон Клут дефинише ирационалну фантастику као "широк појам којим се описују она дела из области фантазије, страве и натприродне фантастике која садрже материјал којим се прекорачују оквири жанра". Чајна Мијевил ирационалну фантастику одређује на следећи начин: „Уобичајено и приближно, ирационална фантастика се осмишља као језива фикција без предаха и са уопште мало сигурног тла, мрачна фантастика (хорор плус фантазија) у којој често суделују нетрадиционална ванземаљска чудовишта (стога, плус научна фантастика). Расправљајући о „старој ирационалној фантастици“, објављиваној крајем 19. и почетком 20. века, Џефри Ендру Вајнсток каже да она користи елементе страве, научне фантастике и фантазије како би истакла немоћ и безначајност људских бића у оквиру много већег Универзума, насељеног често злонамерним силама и снагама које значајно превазилазе човекове могућности да их разуме или контролише.
Ирационална фантастика избегава или на темељно другачији начин тумачи традиционалне негативне ликове попут духова, вампира и вукодлака. Као њен симбол се често користи пипак, тип уда који највећи број чудовишта европског фолклора и готске фантастике нема, већ се повезује са онима која су створили писци ирационалне фантастике попут Вилијама Хоупа Хоџсона, М. Р. Џејмса и Х. Ф. Лавкрафта. Осим страха, ирационална фантастика често тежи да као реакцију побуди и страхопоштовање према својим творевинама, што коментаторе попут Мијевила наводи да кажу како она изазива осећање нуминалног. Иако се појам „ирационална фантастика“ користи као историјски опис дела из 1930-их, од 1980-их се све учесталије употребљава, најчешће као опис слипстрим фантастике, у којој су самешани хорор, фантазија и научна фантастика.

## Историјат
Иако се појам „ирационална фантастика“ јавио тек у двадесетом веку, Едгар Алан По се се сматра њеним пионирским аутором. Лавкрафт је Поа означио као првог аутора посебне врсте натприродне фантастике, другачије од традиционалне готске литературе, а каснији коментатори су изнели мишљење о њему као првом ирационално-фантастичком писцу. Шеридан Ле Фану се такође посматра као један од раних аутора који су радили на овом поджанру. Књижевни критичари деветнаестог века понекад су користили атрибут „ирационални“ („weird“) у приказима натприродне фантастике. Примера ради, у чланку листа „Скотиш ривју“ из 1859. године, похваљују се По, Е. Т. А. Хофман и Волтер Скот тако што се за ова три писца каже да „имају моћ необичне имагинације (енгл. weird imagination)“. У приказу „Дракуле“ Брема Стокера, објављеном 1898. године у ирском часопису „Фрименс журнал“, овај се роман описује као „диваљ и необичан (енгл. wild and weird)“, а не као готски. Вајнсток је указивао да постојао период „старе ирационалне фантастике“, који је трајао од касног 19. до раног 20. века. С. Т. Џоши и Мијевил сагласно тврде да је од 1880. до 1940. године био период „високог ирационализма“ (енгл. haute weird), током кога су дела објављивали аутори значајни за жанр, попут Артура Махена и Кларка Ештона Смита.
У другој половини деветнаестог века, неколико британских писаца, повезаних са декадентним покретом, међу њима и Махен, М. П. Шил, Ерик Стенбок и Роберт Мареј Гилкрист, писало је дела која су доцније била приказивана као ирационално-фантастичка. У остале пионире британске ирационалне фантастике сврставају се Алџернон Блеквуд, Вилијам Хоуп Хоџсон, лорд Дансени, Артур Махен и М. Р. Џејмс.
Амерички часопис „Вирд тејлс“ објавио је од марта 1923. до септембра 1954. године мноштво таквих приповедака. Описујући материјал који се у часопису објављује, његов уредник Фарнсворт Рајт је често користио термин „ирационална фантастика“, па су и писци који су за њега стварали, а посебно Х. Ф. Лавкрафт, Кларк Ештон Смит, Фриц Лајбер и Роберт Блох, били довођени у блиску везу са овим поджанром. Поред других петпарачких часописа, дела ирационалне фантастике објављивали су „Стрејнџ тејлс“, уредника Харија Бејтса и „Аноун ворлдс“ Џона В. Кембела.
 

Х. Ф. Лавкрафт је својим есејима популаризовао појам ирационалне фантастике. У есеју "Натприродна страва у књижевности" дао јој је дефиницију:
„Права необична прича садржи нешто више од загонетног убиства, крвавих костију или прилика обавијених белим чаршавом и окованим звечећим ланцима, по утврђеном правилу. Она мора да буде прожета извесном атмосфером необјашњивог ужаса од којег стаје дах и страха од спољних непознатих сила; у њој мора да постоји наговештај, изражен са озбиљношћу и са злослутношћу које одговарају теми — наговештај најстрашније замисли људског ума о опаком и чудноватом укидању или поништавању оних чврсто постављених закона природе који су наше једино обезбеђење од напада хаоса и демона неистраженог и немерљивог свемира.“
С. Т. Џоши излаже неколико потподела унутар жанра: натприродни хорор (fantastique), прича о духовима, квазинаучна фантастика, фантазија и неодређена хорор-фикција, те образлаже да „ирационална прича“ на првом месту представља резултат филозофских и естетских склоности аутора који се доводе у везу са овом врстом књижевности.
Иако је Лавкрафт био међу првих неколико писаца с почетка двадесетог века који су своје дело представљали као ирационалну фантастику, овај је појам доживео савремени препород у виду нове ирационалне фантастике. Примера ради, Чајна Мијевил често говори о свом раду као ирационалној фантастици. У оквире њене традиције такође су се сврстали бројни писци страве: Клајв Баркер свој рад описује као fantastique, а рани радови Ремзија Кембела били су под јаким Лавкрафтовим утицајем.

## Запажени аутори
Следећи запажени аутори означавају се као писци ирационалне фантастике.

### До 1940. године
- Рјуносуке Акутагава[4]
- Едвард Фредерик Бенсон[20]
- Амброз Бирс[22]
- Алџернон Блеквуд[23]
- Роберт Блох
- Марџори Боувен[24]
- Џон Бакен[25]
- Леонора Карингтон[4]
- Роберт В. Чејмберс[2]
- Мери Елизабет Каунселман[4]
- Волтер де ла Мејр[20]
- Огаст Дерлет
- Лорд Дансени
- Ерик Рикер Едисон[20]
- Гај Ендор[26]
- Роберт Мари Гилкрист[27]
- Стефан Грабински[28]
- Сакутаро Хагивара
- Лесли Поулс Хартли[20]
- Вилијам Фрајер Харви
- Натанијел Хоторн[29]
- Георг Хејм
- Вилијам Хоуп Хоџсон[20]
- Ернст Теодор Вилхелм Хофман[30]
- Роберт Е. Хауард[20]
- Карл Ричард Џејкоби[2]
- Хенри Џејмс
- Монтагју Роудс Џејмс[2]
- Франц Кафка[4]
- Чарлс Френсис Кери[31]
- Алфред Кубин
- Вернон Ли[32]
- Џозеф Шеридан Ле Фану[2]
- Фриц Лајбер
- Дејвид Линдси[18]
- Френк Белкнап Лонг
- Хауард Филипс Лавкрафт
- Артур Махен
- Дафне ди Морије
- Абрахам Мерит
- Густав Мајринк
- Кетрин Лусил Мур[2]
- Фиц Џејмс О’Брајен
- Оливер Онионс[20]
- Томас Овен[33]
- Едгар Алан По[30]
- Едогава Ранпо
- Жан Реј
- Волтер Скот
- Метју Фипс Шил[20]
- Вилијам Милиган Слоун Трећи
- Кларк Ештон Смит[20]
- Ерик Стенбок[34]
- Френсис Стивенс[4]
- Брем Стокер
- Е. Х. Визијак[2]
- Херберт Расел Вејкфилд
- Хју Валпол
- Еванџелин Волтон
- Доналд Вондреј
- Хауард Вондреј
- Херберт Џорџ Велс[2]
- Едвард Лукас Вајт[2]
- Хенри С. Вајтхед[35]

### 1940–1980.
- Роберт Ејкман[4]
- Џејмс Балард[4]
- Чарлс Бомон[4]
- Олимп Бели-Кенум[4]
- Џером Биксби[4]
- Хорхе Луис Борхес
- Реј Бредбери[4]
- Вилијам С. Бароуз[4]
- Октавија Е. Батлер[4]
- Ремзи Кембел[4]
- Анџела Картер[4]
- Хулио Кортазар[36]
- Филип К. Дик[4]
- Харлан Елисон[4]
- Ширли Џексон[20]
- Стивен Кинг[4]
- Танит Ли[4]
- Џорџ Р. Р. Мартин[4]
- Ричард Матесон[4]
- Аугусто Монтеросо
- Мајкл Муркок[4]
- Харуки Мураками
- Џојс Карол Оутс[4]
- Мервин Пик[4]
- Џоана Рас[4]
- Сарбан[1]
- Вилијам Сансом[4]
- Клод Сењол[30]
- Маргарет Сент Клер[4]
- Питер Строб[4]
- Џејмс Типтри Млађи[4]
- Амос Тутуола[4]
- Карл Едвард Вагнер[4]
- Менли Вејд Велман
- Гахан Вилсон[37]
- Џин Волф[4]

### Од 1980. до данас
- Данијел Абрахам
- Михал Ајваз
- Нејтан Балинград
- Ијан Бенкс
- Клајв Баркер[4][38]
- Лерд Барон
- Давид Бошар
- Кирстен Џејн Бишоп[4]
- Попи З. Брајт
- Кевин Брокмајер
- Чарлс Бернс
- Џонатан Карол[1]
- Дејвид Ф. Кејс
- Michael Chabon
- Мајкл Киско[4]
- Ненси А. Колинс
- Брендан Конел
- Марк З. Данијелевски
- Филип К. Дик
- Даг Дорст
- Мајкл Доерти
- Хал Данкан[2]
- Кетрин Дан[2]
- Денис Ечисон
- Брајан Евенсон
- Пол Ди Филипо
- Џефри Форд
- Карен Џој Фаулер[4]
- Нил Гејман
- Феликс Гилман
- Елизабет Хенд[4]
- М. Џон Харисон[4]
- Брајан Хоџ
- Сајмон Ингс[38]
- Џунџи Ито
- Стивен Грејам Џоунс
- Кејтлин Р. Кирнан[2]
- Т. Е. Д. Клајн[20]
- Кети Коџа[4]
- Лена Крон
- Марк Лејдло
- Џеј Лејк
- Марго Ланаган
- Ник Ланд
- Џон Ланган
- Џо Р. Лансдејл
- Дебора Леви
- Томас Лиготи[2]
- Кели Линк
- Кармен Марија Мачадо
- Мајкл Макдауел
- Линколн Мичел
- Чајна Мијевил
- Сара Монет
- Грант Морисон[2]
- Реза Негарестани
- Скот Николај
- Џеф Нун
- Дејвид Оле
- Бен Окри
- Оцуићи
- Хелен Ојејеми
- Камерон Пирс
- Рејчел Полак
- Вилам Хопфрог Пагмајер
- Џозеф С. Палвер Старији
- Кет Рамбо
- Алистер Рени
- Мет Раф
- Софија Саматар
- Луцијус Шепард
- Вилијам Браунинг Спенсер
- Сајмон Странцес
- Чарлс Строс
- О Сонг-де
- Роберт Лоренс Стајн
- Стеф Свејнстон[4]
- Џефри Томас
- Лиса Татл
- Стивен Атли
- Џеф Вандермер
- Лиз Вилијамс
- Кристофер Хауард Волф

## Нова ирационална фантастика (The New Wierd)
Поједини ствараоци, највише Ен и Џеф Вандермер, указују да је ирационална фантастика у скорије време доживела препород, назвавши тај феномен The New Weird. Дела која се уклапају у ту категорију објављена су у оквиру истоимене антологије.